# Teorias alternativas sobre o RMS Titanic

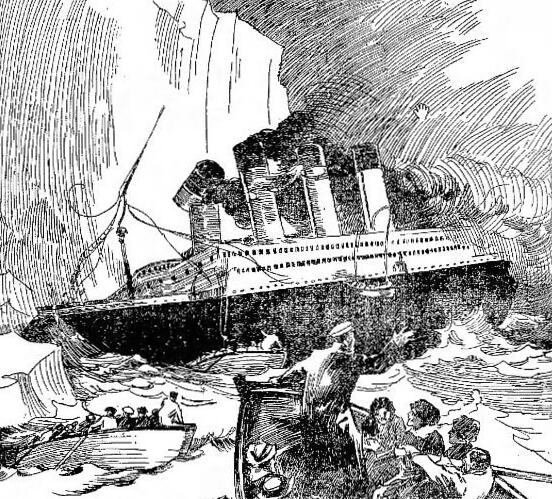
O naufrágio do Titanic inspirou uma série de lendas urbanas.

O naufrágio do RMS Titanic em 1912, com 1503 vidas perdidas, atraiu tanta controvérsia que diversas teorias alternativas sobre o naufrágio surgiram.
Uma versão sugere que o navio naufragado era na verdade o Olympic, quase idêntico ao seu navio irmão Titanic, que foi objeto de um grande pedido de seguro, e que os dois navios foram secretamente trocados antes da viagem. Outra versão sugere que o proprietário do Titanic, J.P. Morgan, queria eliminar vários banqueiros proeminentes que se opunham ao seu plano para a criação de um banco central dos Estados Unidos da América

## Versão aceita
O Titanic atingiu um iceberg, deixando um buraco em seu lado de estibordo tempo suficiente para inundar seus compartimentos frontais acima da linha de água. O navio afundou, causando cerca de 1.500 mortes.

## Teoria da troca pelo Olympic
Uma das mais controversas e complexas teorias foi proposta por Robin Gardiner em seu livro Titanic: The Ship That Never Sank?. Nele, Gardiner baseia-se em vários eventos e coincidências que ocorreram nos meses, dias e horas que antecederam o anaufrágio do Titanic, e conclui que o navio que afundou foi de fato o navio irmão do Titanic, o RMS Olympic, disfarçado de Titanic, como uma fraude de seguro por seus proprietários, a International Mercantile Marine Group, controlado pelo financista americano J.P. Morgan que tinha adquirido a White Star Line em 1902.
O Olympic era o irmão um pouco mais velho do Titanic, construído ao lado do navio mais famoso, mas lançado em outubro de 1910. Seu perfil exterior era quase idêntico ao Titanic, exceto por detalhes menores, como o número de vigias na parte dianteira nos Convés C, o espaçamento das janelas no Convés B e a seção dianteira do passeio do Convés A no Titanic que tinha sido fechada apenas poucas semanas antes de iniciar sua malfadada viagem inaugural. Ambos os navios foram construídos com pisos de linóleo, mas pouco antes dele estar pronto para zarpar J. Bruce Ismay, diretor administrativo da White Star Line, inexplicavelmente ordenou que os andares a bordo do Titanic fossem acarpetados.
Em 20 de setembro de 1911, o Olympic esteve envolvido em uma colisão com o navio de guerra da Marinha Real Britânica HMS Hawke no Canal de Brambles em águas da cidade de Southampton sob o comando de um prático. Os dois navios estavam próximos o suficiente um do outro que o movimento do Olympic atraiu o Hawke para o seu lado de estibordo, causando grandes danos ao navio – tanto acima como abaixo da linha d'água (o HMS Hawke foi equipado com um 'chifre' reforçado abaixo da linha d'água, propositalmente projetado para causar o máximo de dano aos navios inimigos). Um inquérito do Almirantado atribuiu a culpa ao Olympic, apesar de numerosos relatos de testemunhas oculares em contrário.
A teoria de Gardiner se manifesta neste contexto histórico. O Olympic foi tido como sendo o culpado na colisão (que, de acordo com Gardiner, tinha danificado os suportes da turbina central e dobrou a quilha, dando ao navio um ligeiro adernamento permanente para bombordo).
Por causa dessa descoberta, a seguradora da White Star, Lloyd's of London, alegadamente se recusou a pagar. O navio-almirante da White Star também estaria fora de ação durante os extensivos reparos, e a data de conclusão do Titanic, que já estava atrasada devido ao retorno do Olympic para o estaleiro depois da perda de uma lâmina da hélice, teria que ser adiada. Tudo isso significaria um sério prejuízo financeiro para a empresa. Gardiner propõe que, para ter certeza de que pelo menos um navio estaria ganhando dinheiro, o seriamente danificado Olympic foi consertado e depois convertido no Titanic. O verdadeiro Titanic quando completo entraria silenciosamente em serviço como Olympic.
O Titanic de fato tinha um adernamento para bombordo quando deixou Southampton. O equilíbrio inadequado da carga e da carvoaria provavelmente resultaria em tal adernamento e a tripulação parece ter demonstrado falta de proficiência em várias ocasiões. O adernamento à bombordo foi notado por diversos sobreviventes do Titanic incluindo Lawrence Beesley que escreveu eu seu livro sobre o naufrágio: "Então eu chamei a atenção da nossa mesa da maneira como o Titanic adernou à bombordo (eu tinha notado isto antes), e observamos o horizonte através das vigias quando nos sentamos à mesa do comissário no salão". (As janelas do Salão de Jantar eram duas fileiras de vigias cobertas no interior com telas de vidro decorativo com chumbo, sem visão clara do exterior.) Isto foi ecoado pelo sobrevivente Norman Chambers, que testemunhou após a colisão: "No entanto, havia um pequeno adernamento para estibordo, com provavelmente poucos graus de inclinação; e como o navio tinha uma inclinação para bombordo quase todas as tardes, decidi ficar quieto".
Gardiner afirma que poucas partes de ambos navios tinham o nome, exceto os barcos salva-vidas facilmente removíveis, o sino, a caixa da bússola e as placas. Todo o resto era padrão da White Star e era intercambiável entre os dois navios e outras embarcações da frota da White Star. Enquanto todos os outros navios White Star Line tinham seu nome gravado no casco, somente o Titanic teve seu nome rebitado. Em imagens recentes do naufrágio, mostrando o local onde duas placas rebitadas que soletravam Titanic caíram, as letras MP parecem estar estampadas no casco.
O plano, Gardiner sugere, era dispor do Olympic, que teria supostamente sido danificado além do reparo econômico de maneira que permitiria à White Star conseguir o valor total assegurado de um navio novo. Ele supõe que válvulas no caso (seacocks) foram abertas deixando a água do mar lentamente inundar o navio. Se numerosos navios fossem posicionados nas proximidades para tirar os passageiros, a falta de botes salva-vidas não importaria, já que o navio afundaria lentamente e os botes poderiam fazer várias viagens para seus resgatadores.
Gardiner usa como prova a duração dos testes marítimos do Titanic. Os testes marítimos do Olympic em 1910 levaram dois dias, incluindo vários teste em alta velocidade, mas os testes do Titanic teria durado apenas um dia, sem (alegação de Gardiner) trabalhos em alta velocidade. Gardiner diz que isso aconteceu porque o casco remendado não podia aguentar longos períodos em alta velocidade. Talvez isso se deva ao fato de que Titanic como navio irmão quase idêntico ao Olympic deveria ter repetido os testes igualmente, ou talvez os inspetores da Junta de Comércio estivessem no esquema.
Gardiner mantém que em 14 de abril, O Primeiro Oficial Murdoch (que ainda não estava oficialmente em serviço) estava na ponte porque ele era um dos poucos oficiais de alto escalão, exceto o Capitão Smith, que sabia do plano e estava vigiando os navios de resgate.
Uma das afirmações mais controversas de Gardiner é que o Titanic não atingiu um iceberg, mas um navio de resgate da IMM que estava à deriva com as luzes apagadas. Gardiner baseou esta hipótese na ideia de que o suposto iceberg foi visto a uma distância tão pequena pelos observadores do Titanic porque era na verdade um navio escurecido, e também não acredita que um iceberg possa infligir danos tão sérios e continuados a um navio de aço com casco duplo, como o Titanic.
Gardiner supõe ainda que o navio que foi atingido pelo Titanic foi aquele visto pelo SS Californian disparando foguetes de alerta, e isso explica a percebida falta de ação do Californian (que tradicionalmente é culpado por não ajudar no resgate do Titanic após avistar seus foguetes de alerta). A hipótese de Gardiner que o Californian, outro navio da IMM, não estava esperando por foguetes mas por um encontro. O gelo no convés do Titanic é explicado por Gardiner como gelo do cordame do Titanic e do navio misterioso que foi atingido. Quanto ao verdadeiro Titanic, Gardiner alega que ele passou 25 anos em serviço como o Olympic e foi descartado em 1935.
Os pesquisadores Bruce Beveridge e Steve Hall discordaram de muitas das alegações de Gardiner em seu livro, Olympic and Titanic: The Truth Behind the Conspiracy. O autor Mark Chirnside também levantou sérias questões sobre a teoria da troca.

## Afundado propositadamente
Alguns teóricos da conspiração acreditam que o Titanic foi afundado de propósito para eliminar a oposição à criação do  Banco da Reserva Federal. Alguns dos homens mais ricos do mundo estavam a bordo do Titanic para sua viagem inaugural, vários dos quais, incluindo John Jacob Astor IV, Benjamin Guggenheim e Isidor Straus, eram supostamente contra à criação de um banco central americano. Todos os três homens morreram durante o naufrágio. Teóricos da conspiração sugerem que J.P. Morgan, o lendário financista de 74 anos de idade que  montou a firma de investimentos bancários que ainda hoje leva seu nome, fez com que os homens embarcassem no navio e depois o afundassem para eliminá-los.  Morgan, apelidado de “Napoleon of Wall Street”, tinha ajudado a criar a General Electric, U.S. Steel e International Harvester, e foi creditado como sendo o responsável por salvar o sistema bancário americano durante o pânico financeiro de 1907. Morgan colaborou com a criação da Reserva Federal e era proprietário da International Mercantile Marine, que possuía a White Star Line, e portanto o Titanic.
Morgan, que comparecera ao lançamento do Titanic em 1911, tinha uma suíte pessoal a bordo do navio com seu próprio convés de passeio privado e um banheiro equipado com porta-charutos especialmente projetados. Ele teria reservado sua passagem na viagem inaugural do navio, mas cancelou a viagem e permaneceu no resort francês de Aix-les-Bains para desfrutar de suas massagens matinais e banhos de enxofre. Seu cancelamento de última hora alimentou a especulação entre os teóricos da conspiração de que ele conhecia o destino do navio.

## Portas estanques fechadas
Outra teoria envolve as portas estanques do Titanic. Esta teoria sugere que, se estas portas tivessem sido abertas, o Titanic teria ficado equilibrado e, portanto, talvez tivesse permanecido flutuando por tempo suficiente para que os navios de resgate chegassem. No entanto, esta teoria parece estar longe da realidade por duas razões: primeiro, não havia portas estanques entre qualquer um dos quatro primeiros compartimentos, portanto, era impossível diminuir significativamente a concentração de água na proa; em segundo lugar, Bedford e Hacket mostraram, por cálculos, que qualquer quantidade significativa de água na parte de trás da sala de caldeiras 4 teria resultado em emborcamento do Titanic, o que teria ocorrido cerca de 30 minutos antes do tempo real de afundamento.
Além disso, a iluminação do navio teria sido perdida cerca de 70 minutos após a colisão devido à inundação das salas das caldeiras. Bedford e Hacket também analisaram o caso hipotético de que não houvesse anteparas. Então, o navio teria emborcado cerca de 70 minutos antes do tempo real de afundamento e a iluminação teria sido perdida cerca de 40 minutos após a colisão..
Posteriormente, em um documentário de 1998 chamado Titanic: Secrets Revealed, o Discovery Channel investigou modelos de simulação que também refutam esta teoria. As simulações indicaram que a abertura das portas estanques do Titanic teria feito o navio emborcar antes do que realmente aconteceu em mais de meia hora, confirmando as descobertas de Bedford e Hacket.

## Teoria das juntas de expansão

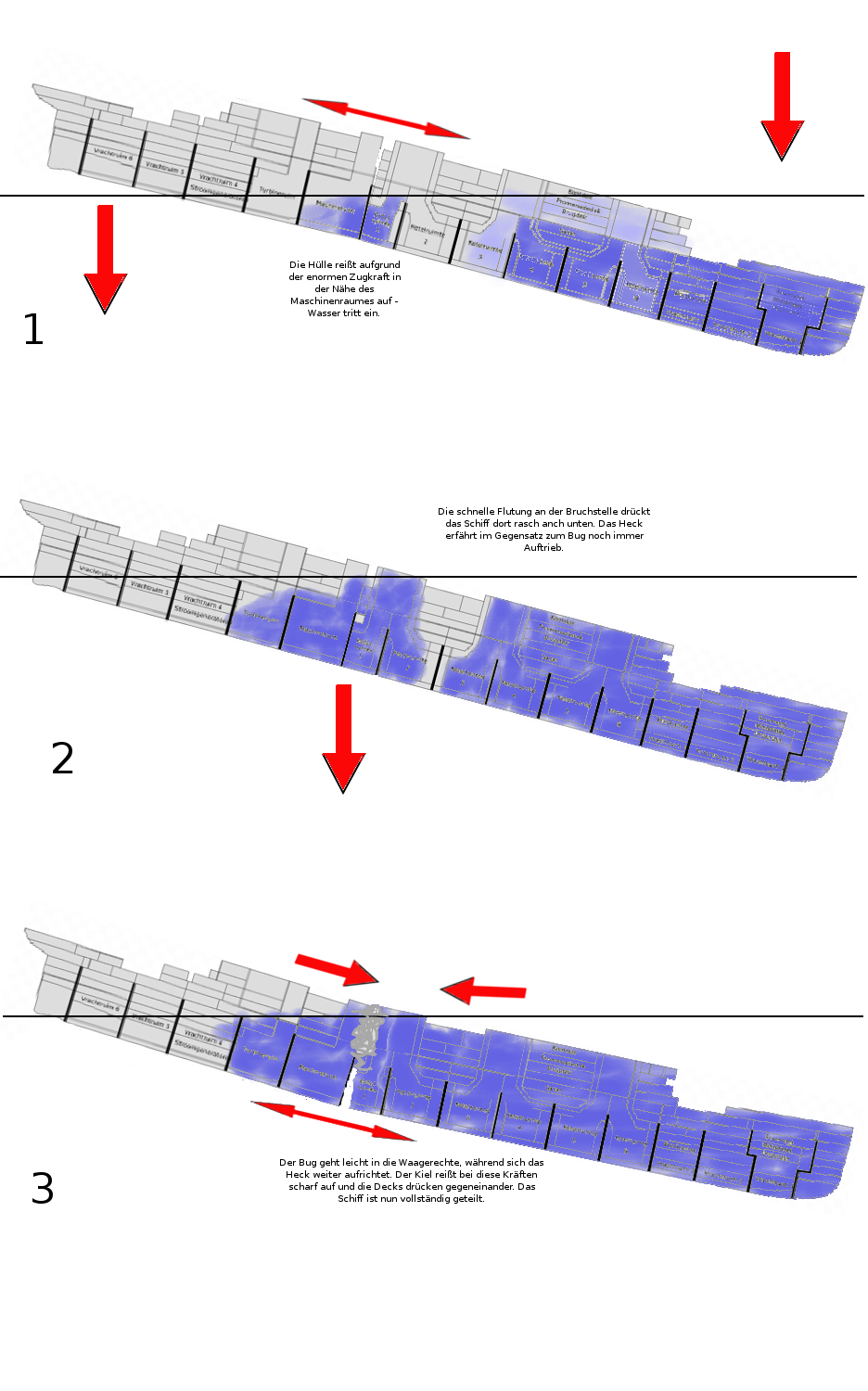
Suposta ruptura por Long.

Os pesquisadores do Titanic continuam a debater as causas e mecânica da ruptura do navio. De acordo com seu livro, A Night to Remember, Walter Lord descreve o Titanic assumindo uma posição "absolutamente perpendicular" pouco antes de seu mergulho final. Esta visão permaneceu amplamente incontestada mesmo após o descoberta dos destroços por Robert Ballard em 1985 que confirmaram que o  Titanic tinha se partido em duas peças principais na superfície ou próximo dela; pinturas do notável artista marinho Ken Marschall e no filme de James Cameron Titanic, ambos os quais representavam o navio atingindo um ângulo acentuado antes da quebra. A maioria dos pesquisadores reconheceu que a junta de expansão posterior do Titanic - projetada para permitir a flexão do casco no mar - desempenhou pouco ou nenhum papel na separação do navio.
Em 2005, uma expedição do History Channel ao local dos destroços examinou duas grandes seções da quilha do Titanic, que constituíam a porção do fundo do navio imediatamente abaixo do local da ruptura. Com a ajuda do arquiteto naval Roger Long, a equipe analisou os destroços e desenvolveu um novo cenário para a ruptura que foi divulgado no documentário de televisão Titanic's Final Moments: Missing Pieces em 2006. Uma característica dessa nova teoria era a afirmação de que o ângulo do Titanic no momento do rompimento era muito menor do que se supunha comumente - de acordo com Long, não mais que 11°.
Long também suspeitava que a quebra do Titanic poderia ter começado com a falha prematura da junta de expansão do navio e, em última análise, exacerbou a perda de vidas fazendo com que o navio afundasse mais rápido do que o previsto. Em 2006, o History Channel patrocinou mergulhos ao irmãos mais novo do Titanic, o HMHS Britannic, que verificou que o projeto de juntas de expansão do Britannic era superior àquele incorporado ao Titanic. Para explorar ainda mais a teoria de Long, o History Channel encomendou uma nova simulação por computador para a JMS Engineering. A simulação, cujos resultados foram apresentados no documentário de 2007 Titanic's Achilles' Heel]], refutou parcialmente as suspeitas de Long, demonstrando que as juntas de expansão do Titanic eram fortes o suficiente para lidar com toda e qualquer tensão que o navio poderia razoavelmente encontrar em serviço e, durante o naufrágio, realmente superou suas especificações de projeto. Mas o mais importante é que as juntas de expansão eram parte da superestrutura, que estava situado acima do Convés B e, portanto, acima do topo da viga de casco estrutural. Assim, as juntas de expansão não tinham significado para o suporte do casco. Eles não tiveram nenhum papel na quebra do casco. Elas simplesmente se abriram e se separaram quando o casco flexionou ou quebrou abaixo deles.
O livro de Brad Matsen de 2008 Titanic's Last Secrets endossa a teoria da junta de expansão.
Um equívoco comum é o fato de que o colapso da primeira chaminé em um ângulo relativamente raso ocorreu quando a junta de expansão dianteira, sobre a qual várias chaminés permaneciam apoiadas, abriu quando o casco começou a sofrer estresse. A abertura da junta de expansão esticou e estourou os estais.
O impulso para a frente do navio, quando este deu uma guinada repentina para a frente e para baixo, lançou a chaminé sem suporte para a asa da ponte de estibordo.

## Incêndio na carvoaria
Um incêndio começou em um dos depósitos de carvão do Titanic aproximadamente 10 dias antes da partida do navio e continuou a queimar por vários dias durante a viagem. Imagens recém descobertas mostram marcas escuras do lado de estibordo do navio. Incêndios ocorriam frequentemente a bordo de navios a vapor devido a combustão espontânea do carvão. Os incêndios tinham que ser extintos com mangueiras de incêndio, movendo o carvão de cima para outro paiol e removendo o carvão em brasa e o jogando nas fornalhas. Este evento levou alguns autores a teorizar que o fogo agravou os efeitos da colisão com o iceberg, reduzindo a integridade estrutural do casco e de uma antepara crítica. Senan Molony sugeriu que as tentativas de extinguir o fogo - jogando as  brasas para as fornalhas das caldeiras – pode ter sido a principal razão para o Titanic navegar a toda velocidade antes da colisão, apesar dos avisos de gelo. A maioria dos especialistas, ao contrário, discordam. Samuel Halpern, por exemplo,  concluiu que "o fogo do armazém não teria enfraquecido suficientemente o anteparo à prova d'água causando a ruptura."  Além disso, tem sido sugerido que o fogo do paiol de carvão realmente ajudou o Titanic a durar mais tempo durante o naufrágio e impediu que o navio adernasse para estibordo após o impacto, devido à sutil inclinação para bombordo criada pela movimentação do carvão dentro do navio antes da colisão com o iceberg. Alguns desses principais especialistas do Titanic publicaram uma refutação detalhada das alegações de Molony.